# Uroobovella serangensis
Uroobovella serangensis es una especie de arácnido del orden Mesostigmata de la familia Urodinychidae.

## Distribución geográfica
Se encuentra en Indonesia.